# محمد جاسر
محمد جاسر، لاعب كرة قدم قطري .
لعب سابقاً في نادي السد في الفئات السنية و نادي الشحانية ونادي الريان ونادي الخور .

## روابط خارجية
- محمد جاسر على موقع قاعدة بيانات كرة القدم.إي يو (الإنجليزية)
- محمد جاسر على موقع Soccerway.com (الإنجليزية)